# Lindsay Ellingson
Lindsay Marie Ellingson (San Diego, 19 de novembro de 1984) é uma modelo estadunidense. Conhecida por ser parte do time de Angels da Victoria's Secret entre 2011 e 2014.

## Carreira
Ellingson desfilou pela primeira vez na passarela nos desfiles prêt-à-porter da coleção primavera/verão 2005. Ela participou de diversos desfiles, incluindo Shiatzy Chen, Blumarine, Chanel, Christian Dior, John Galliano, Gucci, Valentino, Lacoste, Victoria's Secret, Marc Jacobs, Oscar de la Renta, Zac Posen, Diane von Fürstenberg, Sophie Theallet e Giorgio Armani. Fez campanha para Moschino, DKNY, MAC, Dolce & Gabbana, Charles David, H&M e Tommy Hilfiger. Ela estampou as capas das revistas Vogue, Marie Claire, Elle, D Magazine, GQ e L'Officiel em nível internacional e também apareceu nas páginas das revistas Allure, Flair, V e i-D.
Sua carreira na Victoria's Secret começou em 2007, tendo desfilado para a marca por 7 anos consecutivos. Ellingson e Emanuela de Paula foram escolhidas como porta-vozes da coleção "Body by Victoria" da Victoria's Secret, ao lado de Alessandra Ambrósio e Marisa Miller. Ela também foi modelo de destaque no catálogo "SWIM" da Victoria's Secret de 2010.